# Traité de Montevideo (1828)
Pour les articles homonymes, voir Traité de Montevideo et Traité de Rio de Janeiro.
Le traité de Montevideo, signé le 27 août 1828 entre le Brésil et l'Argentine, après médiation du Royaume-Uni, reconnaît l'indépendance de l'Uruguay.

## Contexte
En 1828, la guerre est dans une impasse : d'un côté la flotte argentine est détruite et le blocus imposé sur Buenos-Aires a des conséquences économiques désastreuses ; de l'autre les troupes terrestres brésiliennes ne peuvent vaincre l'armée argentine et la pression de la population pèse en faveur d'une solution négociée. 
Dans ce contexte, le Brésil et l'Argentine décident d'entamer des pourparlers de paix le 20 février 1828 et ont recours à la médiation de la Grande-Bretagne, qui, elle aussi, souhaite une résolution pacifique en raison des graves obstacles que le blocus de Buenos Aires et de la région de la Plata cause au commerce international.
Lord John Ponsonby agit ainsi en tant que médiateur. Il est immédiatement confronté à la réticence de l'Argentine à permettre au Brésil de conserver sa souveraineté sur la Bande orientale. Le Brésil veut maintenir sa souveraineté sur le Missions orientales et que soit proclamée la liberté de navigation sur le Río de la Plata ; il est opposé à l'annexion par l'Argentine de la province cisplatine.
Posonby propose alors une Uruguay indépendante et accepte les demandes brésiliennes concernant sa souveraineté sur les Missions orientales et le droit de naviguer librement sur le Rio de la Plata.
Le diplomate réussit à convaincre l'Argentine, d'abord réticente, et un accord est conclu le 27 août 1828.

## Traité de Rio de Janeiro
Le traité de Rio de Janeiro fut signé entre le Brésil et les provinces-Unies du Río de la Plata (ancienne Argentine), le 27 août 1828, établissant l'indépendance de la république orientale de l'Uruguay. 
Le traité fut signé au terme de la « conférence préliminaire de paix » qui se déroula à Rio de Janeiro du 11 au 27 août 1828. Grâce à une médiation de la Grande-Bretagne, le Brésil et l'Argentine y acceptent la création d'un pays indépendant à l'est du rio Uruguay, dans la  Province cisplatine de l'époque, aujourd'hui Uruguay.